# Phan Châu Trinh
Phan Châu Trinh (1872-1926) est un patriote vietnamien pacifiste né à Tay Loc dans la Province de Quảng Nam.

## Biographie
Son père était un riche propriétaire foncier lettré, qui avait participé à l'insurrection Cần vương, mais il fut tué en 1885 par d’autres dirigeants de ce mouvement qui le suspectaient de trahison. Ainsi, Phan Châu Trinh est devenu orphelin à 13 ans dans une famille de patriotes. Son frère ainé a été élevé dans la langue classique chinoise “Han” et a réussi aux examens triennaux pour devenir un mandarin de haut rang. En 1905, il a démissionné de son poste dans la bureaucratie mandarinale pour opposition à la monarchie traditionnelle vietnamienne et au système mandarinal, en faveur d’une république démocratique. 
Dans la lignée familiale patriotique, Phan Châu Trinh, militant pour une démocratisation du Viet-nam, fut arrêté par suite du mouvement de la “grève des impôts” de 1908. Condamné à la prison à vie, il est relâché en 1910, grâce à Alfred-Ernest Babut et à la Ligue des droits de l'homme, du Bagne de Poulo Condor, et est autorisé à se rendre en France avec son fils. Il y vécut de travaux de photographie, il mena des activités révolutionnaires pendant un certain temps avec Nguyên Ai Quoc (Hô Chi Minh). Il rentra à Saigon en 1925 et y mourut l'année suivante en 1926. Ses funérailles furent l'occasion de manifestations patriotiques à l'échelle nationale. Phan Châu Trinh était partisan d'une lutte pacifique : il s'agissait d'élever la conscience nationale et le niveau culturel du peuple pour réaliser l'union contre l'Administration coloniale. Il voulait enterrer la monarchie et le mandarinat pour une république démocratique moderne. Cette lignée familiale patriotique a continué jusqu'à sa petite-fille, Nguyên Thi Binh.

## La résistance des lettrés
En contraste[réf. nécessaire] aux révoltes et jacqueries paysannes contre la colonisation française s’est organisée la résistance des lettrés dont faisait partie aussi le père de Hô Chi Minh, petit mandarin, comme beaucoup d’autres mandarins de tout rang.
En 1883, la cour de Huê signait le Traité Harmand reconnaissant l'occupation française. La résistance menée par les lettrés, dont de nombreux mandarins, et avec un fort soutien du peuple est nommée Cần Vương (« aider le roi »). Elle dure de 1885 à 1895, puis après une bataille qui marque son arrêt, est suivie de résurgences moins coordonnées. Deux tendances se firent jour au sein de l'intelligentsia traditionnelle. Les uns, convaincus de l'inutilité et de la futilité de la lutte, acceptaient de collaborer avec l'Administration coloniale. Les autres continuaient le combat en composant avec l'idéologie démocratique occidentale, idéologie acquise à travers les traductions chinoises d'œuvres philosophiques du XVIIIe siècle français. 
Trois grandes figures marquèrent la seconde tendance: Phan Bội Châu, Phan Châu Trinh et Nguyên Ai Quoc (le futur Hô Chi Minh).
En 1925, Phan Boi Chau (58 ans) envoya de Hangzhou une lettre en chinois classique à Ly Thuy (autre nom de Nguyên Ai Quoc, Hô Chi Minh), 35 ans, militant alors en Chine également. Phan Boi Chau (1867-1940) préconisait la lutte armée pour reconquérir l'indépendance nationale en misant sur l'aide du Japon, "pays des “jaunes et de même culture”. Il créa le mouvement “Voyage à l'Est” (Phong Trào  Đông Du) pour envoyer des étudiants dans ce pays. Il en fut expulsé et dut militer en Chine et au Siam (Thaïlande). Kidnappé par les Français à Shanghai, il fut soumis à un régime de résidence surveillée à Huê jusqu'à la fin de sa vie.
Phan Châu Trinh critique la ligne révolutionnaire adoptée par Phan Bội Châu : elle est selon lui illusoire puisque le Japon est aussi une puissance impérialiste.